# Nouria Newman
Nouria Newman (Chambéry, 9 de septiembre de 1991) es una deportista francesa que compitió en piragüismo en la modalidad de eslalon.
Ganó dos medallas en el Campeonato Mundial de Piragüismo en Eslalon, en los años 2013 y 2014, y una medalla de bronce en el Campeonato Europeo de Piragüismo en Eslalon de 2014.

## Palmarés internacional
| Campeonato Mundial | Campeonato Mundial          | Campeonato Mundial | Campeonato Mundial |
| Año                | Lugar                       | Medalla            | Competición        |
| ------------------ | --------------------------- | ------------------ | ------------------ |
| 2013               | Praga (República Checa)     | Medalla de plata   | K1 individual      |
| 2014               | Deep Creek (Estados Unidos) | Medalla de oro     | K1 por equipos     |
| Campeonato Europeo |                             |                    |                    |
| Año                | Lugar                       | Medalla            | Competición        |
| 2014               | Viena (Austria)             | Medalla de bronce  | K1 por equipos     |